# Borče Daskalovski
Borče Daskalovski (in macedone Борче Даскаловски?; Skopje, 22 agosto 1985) è un ex cestista e allenatore di pallacanestro macedone.